# Municipio de South Toe
El municipio de South Toe (en inglés: South Toe Township) es un municipio ubicado en el  condado de Yancey en el estado estadounidense de Carolina del Norte. En el año 2010 tenía una población de 2.344 habitantes.

## Geografía
El municipio de South Toe se encuentra ubicado en las coordenadas 36°1′41.4″N 82°21′42.48″O / 36.028167, -82.3618000.